# Anna Ahlstrand
Anna Ahlstrand, född 24 augusti 1980, är en svensk fotbollsspelare (mittfältare) som spelar för IK Gauthiod. Ahlstrand är även utbildad sakförsäkringsspecialist och bor i Grästorp.
I november 2016 återvände Ahlstrand till IK Gauthiod, där hon skrev på ett kontrakt som spelande tränare.